# Eothenomys
Eothenomys és un gènere de rosegadors de la família dels cricètids. Tenen una llargada de cap a gropa de 88–126 mm, una cua de 30-55 mm i un pes de fins a 27 g. Les espècies d'aquest grup viuen a la zona indomalaia, des de la península de Corea fins a Indoxina i Taiwan. Tenen l'aspecte típic d'un arvicolí. El seu pelatge és curt, suau i espès. El dors és de color marró rogenc fosc, mentre que el ventre és gris blavós.